# Harvey Warren Zorbaugh
Harvey Warren Zorbaugh (* 20. September 1896 in East Cleveland, Ohio; † 21. Januar 1965) war ein US-amerikanischer Soziologe. Er verfasste eine der klassischen Studien der Chicagoer Schule der Soziologie, war Professor für Bildungssoziologie an der Universität New York und hatte von 1946 bis 1948 zudem eine der ersten Spielshows im US-amerikanischen Fernsehens moderiert.

## The Gold Coast and the Slum
Zorbaugh studierte an der Universität von Chicago und legte als Doktorand von Robert Ezra Park eine Dissertation vor, die 1929 unter dem Titel „The Gold Coast and the Slum. A Sociological Study of Chicago’s Near North Side“ publiziert wurde. Diese Studie besticht durch ihre literarische Qualität und bietet doch eine wissenschaftliche Analyse des städtischen Lebens und der städtischen Lebensweise. David Matza bezeichnet das Buch als den einflussreichsten Beitrag der Chicago-Schule, Zorbaugh habe in immer noch unübertroffener Weise die Variationen normalen Verhaltens in verschiedenen Gebieten eines kleinen Teils von Chicago dokumentiert. Man habe den Eindruck, „als ob ein Anthropologe auf Chicago herabgestiegen sei und das städtische Leben Amerikas in seiner ganzen Vielfalt entdeckt hätte.“